# Benoni (roman)
Benoni (Noors eveneens: Benoni) is een korte roman van de Noorse schrijver en Nobelprijswinnaar Knut Hamsun, verschenen in 1907. Benoni kreeg in 1908 een vervolg met de zich in hetzelfde milieu afspelende roman Rosa. Hoewel beide boeken een opzichzelfstaand verhaal kennen en qua romantechniek enigszins verschillend zijn, kunnen ze als een epische eenheid worden gezien.

## Typering en intrige
Met Benoni en Rosa (geschreven in de periode dat Hamsun zijn latere vrouw, de actrice Marie Andersen, leerde kennen) zet Hamsun de neorealistisch-volkse lijn voort die hij in 1900 met de novelle Dwepers heeft ingezet. De drie boeken kunnen als een soort overgangswerken tussen Hamsuns eerdere lyrisch-romantische boeken en zijn latere epische werk worden gezien. Opvallend is het terugkeren van diverse personages uit Hamsuns eerdere roman Pan, onder anderen de koopman Mack en diens dochter Edvarda. Niettegenstaande de veranderende schrijfstijl legt Hamsun zo toch ook weer een duidelijke verbinding met zijn eerdere werk.
Benoni en Rosa geven beide een authentiek beeld van de maatschappelijke verhoudingen in een vissersplaatsje in Noord-Noorwegen rond 1870. (Later onderzoek heeft aangetoond dat veel in de boekwerkjes naar de precieze werkelijkheid is beschreven.) Beide boeken schetsen de liefdesperikelen van de wat saaie, nuchtere, moederlijke Rosa met Benoni, Arentsen en Parelius. Ook wordt de machtsstrijd beschreven tussen de kapitalistische, sluwe Mack en de gewiekste vissersjongen Benoni, die later uitgroeit tot diens rivaal.
Benoni en Rosa worden vaak geprezen om de met veel humor en ironie getekende volkstypen.

## Trivia
- Benoni en Rosa werden kort na verschijnen reeds in het Nederlands vertaald en kenden voor de oorlog meerdere drukken. Een laatste vertaling van Froukje Hoekstra verscheen in 1977 bij De Arbeiderspers.
- Van Benoni en Rosa werd in de jaren zeventig een succesvolle Noorse televisieserie gemaakt.

## Noot
1. ↑  Zie nawoord Amy van Marken bij de Nederlandse vertaling van Benoni en Rosa, De Arbeiderspers, Amsterdam, 1976